# Sonoita (Sonora)
Sonoita is een stadje in de Mexicaanse staat Sonora. Sonoita heeft 10.061 inwoners (census 2005) en is de hoofdplaats van de gemeente General Plutarco Elías Calles.
Sonoita is gelegen in de Sonorawoestijn aan de grens met de Verenigde Staten, aan de overzijde ligt Lukeville.